# John Kennedy (football, 2002)
Pour les articles homonymes, voir John Kennedy (homonymie) et Kennedy.
John Kennedy Batista de Souza dit John Kennedy, né le 18 mai 2002 à Itaúna au Brésil, est un footballeur brésilien qui évolue au poste d'attaquant avec le Fluminense FC.

## Biographie

### Fluminense FC
Né à Itaúna au Brésil, John Kennedy est formé au Fluminense FC, qu'il rejoint à l'âge de 14 ans en provenance du Serrano Football Club (en). Le 22 novembre 2020 il se fait remarquer avec l'équipe des moins de 20 ans du club, en inscrivant un triplé lors d'une victoire face aux jeunes de Palmeiras (4-2), permettant à son équipe de se hisser à la deuxième place du classement du championnat des moins de 20 ans. Il atteint alors la barre des 12 buts en 21 matchs de championnat cette saison-là.
Le 20 janvier 2021 il fait sa première apparition en professionnel et dans le championnat du Brésil de première division face au Coritiba FC. Il entre en jeu et marque son premier but (3-3 score final),.
Le 4 octobre 2021, il prolonge son contrat avec Fluminense jusqu'en 2025. Le 24 octobre suivant, il se fait remarquer face au club rival du Flamengo en championnat en réalisant son premier doublé en professionnel. Il contribue ainsi à la victoire de son équipe par trois buts à un,.
Le 27 mai 2022, Kennedy joue son premier match de Copa Sudamericana face aux boliviens de l'Oriente Petrolero. Il entre en jeu et délivre une passe décisive, contribuant ainsi à la large victoire de son équipe par dix buts à un.
Kennedy joue son premier match en Copa Libertadores le 19 avril 2023 contre The Strongest La Paz. Il entre en jeu et son équipe s'impose par un but à zéro.
Le 4 novembre 2023 il offre la première Copa Libertadores de l'histoire de son club Fluminense en marquant le but de la victoire (2-1 face à Boca Juniors). Fait de jeu amusant, il sera expulsé pour avoir célébré son but en tribune, laissant ses partenaires à 10 pendants le reste des prolongations, heureusement sans conséquence, le club s'étant finalement imposé.

## Palmarès en club et sélection
| Fluminense FC (4) : |
| --- |
| - Championnat Carioca : - Champion : 2023 - Copa Libertadores : - Vainqueur : 2023 - Recopa Sudamericana : - Vainqueur : 2024 - Coupe du monde des clubs : - Finaliste : 2023 |

## Statistiques
| Saison                | Club                  | Championnat           | Championnat | Championnat | Championnat | Coupe(s) nationale(s) | Coupe(s) nationale(s) | Coupe(s) nationale(s) | Compétition(s) continentale(s) | Compétition(s) continentale(s) | Compétition(s) continentale(s) | Compétition(s) continentale(s) | Ligue régionale | Ligue régionale | Ligue régionale | Coupe du monde des clubs | Coupe du monde des clubs | Coupe du monde des clubs | Total | Total | Total |
| Saison                | Club                  | Division              | M.          | B.          | P.d.        | M.                    | B.                    | P.d.                  | Comp.                          | M.                             | B.                             | P.d.                           | M.              | B.              | P.d.            | M.                       | B.                       | P.d.                     | M.    | B.    | P.d.  |
| 2020                  | Fluminense FC         | Série A               | 7           | 2           | 0           | -                     | -                     | -                     | CS                             | -                              | -                              | -                              | -               | -               | -               | -                        | -                        | -                        | 7     | 2     | 0     |
| 2021                  | Fluminense FC         | Série A               | 13          | 2           | 0           | 1                     | 0                     | 0                     | CL                             | -                              | -                              | -                              | 8               | 2               | 0               | -                        | -                        | -                        | 22    | 4     | 0     |
| 2022                  | Fluminense FC         | Série A               | 6           | 0           | 0           | 1                     | 0                     | 0                     | CS                             | 1                              | 0                              | 1                              | -               | -               | -               | -                        | -                        | -                        | 8     | 0     | 1     |
| 2023                  | Fluminense FC         | Série A               | 26          | 6           | 1           | 3                     | 1                     | 0                     | CL                             | 10                             | 4                              | 3                              | -               | -               | -               | 2                        | 1                        | 0                        | 41    | 12    | 4     |
| 2024                  | Fluminense FC         | Série A               | 22          | 0           | 0           | 3                     | 1                     | 0                     | RS+CL                          | 1+4                            | 0+1                            | 0+0                            | 4               | 1               | 0               | -                        | -                        | -                        | 34    | 3     | 0     |
| Sous-total            | Sous-total            | Sous-total            | 74          | 10          | 1           | 8                     | 2                     | 0                     | -                              | 16                             | 5                              | 4                              | 12              | 3               | 0               | 2                        | 1                        | 0                        | 112   | 21    | 5     |
| 2023                  | Ferroviária (prêt)    | Série C               | -           | -           | -           | -                     | -                     | -                     | -                              | -                              | -                              | -                              | 11              | 6               | 0               | -                        | -                        | -                        | 11    | 6     | 0     |
| Total sur la carrière | Total sur la carrière | Total sur la carrière | 74          | 10          | 1           | 8                     | 2                     | 0                     | -                              | 16                             | 5                              | 4                              | 23              | 9               | 0               | 2                        | 1                        | 0                        | 123   | 27    | 5     |